# Ductilitat

Esquema de la resposta d'una barra cilíndrica de metall a una força de tracció de sentit oposat als seus extrems.
(a) Fractura fràgil
(b) Fractura dúctil
(c) Fractura totalment dúctil

La ductilitat és la propietat que presenten alguns metalls i aliatges quan, sota l'acció d'una força, poden estirar-se sense trencar-se i formar així filferros o fils. En l'àmbit de la metal·lúrgia els metalls anomenats dúctils com ara l'alumini, el níquel, l'acer, el coure, l'argent i l'or que tenen un grau elevat de ductilitat. La propietat físico-mecànica oposada és la fragilitat.

## Ductilitat i deformació
Quan una força determinada actua sobre una peça de metall immobilitzada, la peça experimenta una deformació. Dos casos són possibles:
- deformació elàstica
- deformació plàstica

Les deformacions elàstiques són temporals. Quan les forces externes cessen la peça recupera la seva forma inicial. Aquest comportament s'esdevé sempre que no sigui superat el límit elàstic del material metàl·lic. (Un exemple podria ser el d'un diapasó. Quan és colpejat es deforma. L'elasticitat de la forquilla provoca unes determinades deformacions i modes de vibració.
Es produeix una vibració amortiguada i al final cessa la vibració, retornant el diapasó a la forma original).
En les deformacions plàstiques se supera el límit elàstic del material i es produeixen deformacions permanents. (Els xocs en automòbils amb carrosseria metàl·lica produeixen deformacions permanents no desitjades. D'altra banda, molts processos de fabricació industrial es basen en deformacions plàstiques controlades. Per exemple fabricar fils prims de metall a partir de barres gruixudes en el procés anomenat trefilatge).

## Ductilitat i acritud[3]
En el procés de trefilatge una barra relativament gruixuda es fa passar de manera forçada per una filera per l'interior d'un forat cònic. El resultat és una barra més llarga i de diàmetre més petit. L'operació es pot reiterar tantes vegades com convingui, passant a fileres és petites, fins a aconseguir fils de diàmetre molt petit. Es tracta d'una deformació plàstica intencionada i controlada. El problema rau en el fet que les deformacions plàstiques provoquen acritud. Si es treballa en fred cada vegada el fil és menys dúctil. La solució passa per treballar en calent (a temperatures altes) o sotmetre les peces trefilades a un procés de recuita en un forn. Així recuperen la ductilitat.